# Лисид (Платон)
Лиси́д (от лат. Lysis, др.-греч. Λύσις) — один из ранних диалогов Платона, в котором Сократ беседует о дружбе и любви с юношами в палестре.

## Содержание
Сократ опять среди молодёжи в палестре. Вопрос о дружбе, поставленный здесь, совершенно естественен с мальчиком лет 12-13, Лисидом, его другом чуть постарше — Менексеном и юным Гиппоталом, ищущим дружбы Лисида. Беседа происходит в праздник Гермеса, покровителя палестры.

## Персонажи
- Сократ (др.-греч. Σωκράτης; 470/469 г. до н. э., Афины — 399 г. до н. э.)
- Ктесипп — двоюродный брат Менексена. Также появляется в Евтидеме.
- Гиппотал
- Лисид — старший сын Демократов I из Эксона, в его раннем подростковом возрасте.
- Менексен — сын Демофона того же возраста, что и Лисид. Вероятно является тезкой одного из главных героев диалога Платона «Менексен».

## Описание диалога
В диалоге «Лисид» описывается опыт «сократического» Платон. Для него рассудительность, мужество и дружба являются главными ступенями пути к добродетели. Этой тематике соответствует простая и скромная обстановка диалогов — палестра, родители, дети, юноши, наставники, слуги. Среди них мудрый Сократ ощущает себя в большей мере спокойно и хорошо. Он обучает собеседников отделять истину от лжи, при этом не чувствует напряжения, как бывает в спорах с софистами или их учениками.
Сократ оказывается в школе борьбы, в которой обучаются юноши. Между классами любят они обсуждать различные темы. Гиппотал, один из юношей школы, говорит Сократу, что он глубоко влюблен в другого мальчика. Услышав это, молодые люди, которые также присутствуют в школе, начинают прыгать и говорят, что Гиппоталес так сильно влюблен, что его пение о неразделенной любви пробило барабанные перепонки окружающих. От этого Сократ находится под большим впечатлением. Возлюбленный Гиппотала — мальчик по имени Лисид. Сократ просит разрешения у Гиппотала поговорить с ним напрямую. Гиппотал соглашается и говорит Сократу, что все, что ему необходимо, чтобы привлечь Лисида, — это начать беседовать, потому что у него есть большой интерес к разговорам и дебатам. Сократ начинает беседу, Лисид замечает это и подходит вместе со своим другом Менексеном. Сократ спрашивает несовершеннолетнего Лисида о его родителях: позволяют ли они делать то, что он хочет (207d). Лисид отвечает, что нет, его родители не дают совершать ему некоторые вещи, которые разрешены даже рабам, например, вождение колесницы. Сократ в ходе своих рассуждений и беседы с Лисидом, навязывает мальчику вывод о том, что поведение его родителей не может быть просто обусловлено его возрастом, поскольку они, несомненно, доверяют сыну другие важные вещи. Следовательно, их запреты связаны с рассудительностью Лисида или ее отсутствием. В этот момент Сократ думает о том, чтобы уделить внимание Гиппоталу, предполагая, что Лисид мог бы многому научиться, общаясь с ним. Однако замечает робость Гиппотала и не делает этого.
Сократ утверждает, что влечение не происходит ни между одинаковыми вещами, ни между противоположностями — может быть что-то среднее между хорошим и плохим. Те, кто попадают в эту категорию, наиболее вероятно будут привлечены добром в любящей дружбе.

## Сущность Диалога
Диалог по своей сути является беседой о дружбе. Дружба — это личные бескорыстные взаимоотношения, основанные на любви, доверии, искренности и взаимных симпатиях. Эти чувства, занимают серединное положение между добром и злом и характерны для того, кто переживает становление в благе. Дружба основана на стремлении достичь чего-то желаемого, в чём человек испытывает недостаток и что может он найти у другого, родственного и подобного себе.
В данном диалоге не дается окончательного определения дружбы. Однако здесь уже описывается понятие другого чувства — любви, тоже имеющего огромный нравственный смысл.

## Основные темы
- Любовь и дружба. Ктесипп обвиняет Гиппотала в том, что он до сих пор преподносит досадные похвалы своему любимому человеку перед всеми. Сократ просит его продемонстрировать свое обычное поведение в данной ситуации. Гиппотал признает свою любовь к Лисиду и то, что его манера поведения отличается от того, что говорят другие. Гиппотал пишет о своей собственной чести. Победа есть истинное завоевание любви, именно о ней рассуждает Гиппотал. Он пробуждается от лишения доступа к такой любви и хвалит себя в страхе за возможные трудности .
- Родители и дети. Запреты родителей чаще всего связаны не с возрастом их ребенка, а с его возможностями. Таким образом, они проявляют заботу и любовь, которые дети редко замечают.

## Выводы по диалогу
- Знание — это источник счастья.
- Родители Лисия желают ему счастья, но они запрещают ему делать все, о чем он недостаточно осведомлен. Лисий может порадовать своих родителей и сделать их счастливыми, только если он делает что-то лучше, чем другие мальчики. Родители очень любят своего ребенка, но при этом они являются его врагами. Дети своих родителей (которых они считают друзьями) ненавидят их самих.
- Дружба обязательно должна находиться в гармонии с любовью, что противоречит представлению о том, что дружба может быть невзаимной.
- Любовь означает любовь к другу. Плохие люди не склонны кого-то любить, а хорошие люди не получают никакой выгоды друг от друга. Они совершенны, а значит, что могут любить только в той степени, в которой они чувствуют недостаточность. Следовательно, величайшая дружба существует между крайними противоположностями. "И каждый вожделеет именно к своей крайней противоположности, но не к своему подобию: сухое стремится к влажному, холодное — к горячему, горькое — к сладкому, острое — к тупому, пустота — к наполненности, а наполненность — к пустоте, и все прочее — таким же точно порядком . Ведь противоположное питает противоположное, тогда как подобное не получает ничего от подобного[2].

## Комментарии
1. ↑  В русских переводах этот диалог обычно называется «Лисис», иногда неточно — «Лисий»[1]